# Mathias Mack

Mathias Mack

Mathias Mack (* 13. November 1801 in Kelheim; † 19. November 1882 in Reichenhall) war ein deutscher Apotheker, Dozent für Chemie an der Gewerbeschule von Passau und Bürgermeister von Reichenhall. Mack ist zudem der Erfinder der Destillation des Latschenkiefernöls die die Geschäftsgrundlage der von ihm begründeten Latschenkiefernöl-Brennerei Josef Mack bildet.

## Leben

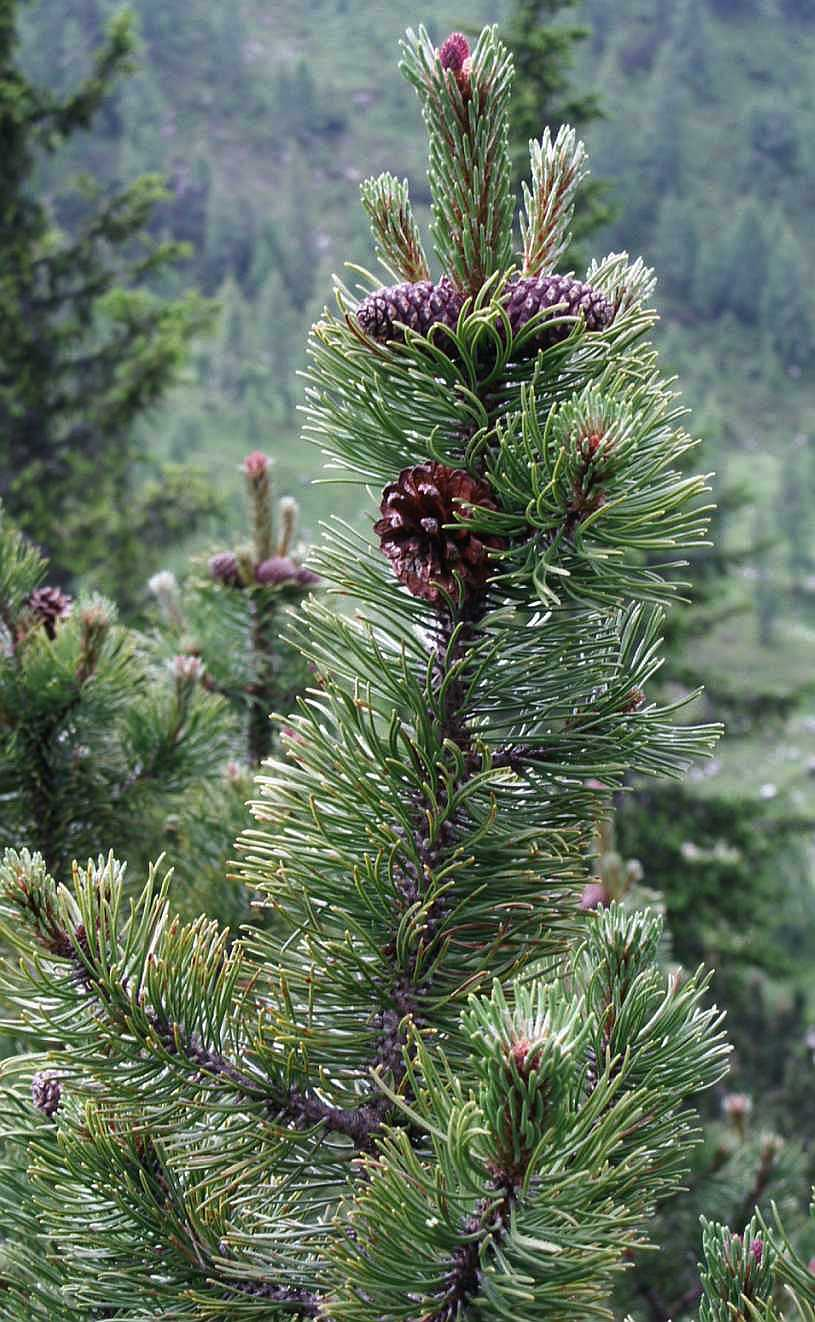
Aus den Nadeln und Zweigen von Latschen wird das Latschenkiefernöl gewonnen

Mathias Mack tauschte am 1. März 1844 seine Apotheke in Kelheim mit der Kur-Apotheke von Georg Alt in Reichenhall, das damals noch nicht den Zusatz Bad trug (erst seit 1890).
Mack verlegte kurz darauf den Standort der Apotheke in die Querknergasse 248, die heutige Ludwigstraße. Das Gebäude stand an der südlichen Ecke der heutigen Straßenkreuzung Ludwigstraße und Max-Zugschwerdt-Straße. Bereits im Mai 1844 wurde Mack zum Bürgermeister von Reichenhall gewählt, er bekleidete dieses Amt bis 1856.
Zwei Jahre nachdem Mack nach Reichenhall gekommen war, eröffnete Ernst Rinck 1846 im Hotel Axelmannstein die erste Reichenhaller Sole- und Molkenkuranstalt. Im benachbarten Kirchberg hatte sich um die dortige Kirchbergquelle bereits 1713 ein Kur- und Badebetrieb etabliert, der jedoch nur lokale Bedeutung hatte, da das Bad wegen seiner Geräte und Einrichtungen nicht für die Benutzung durch höhere Stände geeignet schien. Kirchberg hatte deshalb zunächst den Ruf eines Dienstbotenbades, wuchs jedoch in der Nachbarschaft Reichenhalls bis zur Jahrhundertwende zu einem international bekannten Kurort heran. Mack erkannte das Potential, das sich durch die Sole- und Molkenkuranstalt bot, und so konnte er in seiner Funktion als Apotheker, Geschäftsmann und Bürgermeister gemeinsam mit dem Hotelier Rinck einen Kur- und Badebetrieb auch in Reichenhall begründen. Mack untersuchte zu dieser Zeit die Edelquelle in der Alten Saline, widmete sich der Zusammensetzung des Moorschlamms aus dem Ainringer Moos sowie der Ziegenmolke von der Padinger Alm, der Gaiß-Alpe und der Kugelbachalm, die zusammen mit Sole als Kurmittel verwendet wurden.
Bekanntheit erlangte Mack auch durch einen intensiv dunkelgrünen und sehr bitter schmeckenden Kräutersaft, der als begehrtes Kurmittel in Macks Apotheke täglich frisch zubereitet und ausgeschenkt wurde. Auf Wunsch seiner Kunden verschickte Mack seine Heilmittel und den Kräutersaft in alle Welt.
1854 stiftete Mack seine umfangreiche Sammlung von Mineralien und Versteinerungen, welche die Grundlage für das erste Reichenhaller Museum bildeten.
Mathias Mack war auch der Erste, der geführte Wanderungen in die Umgebung der Stadt und insbesondere auf die Reiter Alpe und den Untersberg anbot. Er brachte dabei den Gästen Botanik, Geologie und Fauna näher und für die daheimgebliebenen Gäste brachte er stets blühende Alpenblumen mit, die diese dann in seiner Apotheke bewundern konnten. Bei einer dieser Bergwanderungen dürfte Mack die Idee zur Verwendung von Latschenkiefernöl als Kur- und Heilmittel gekommen sein; 1856 gelang ihm erstmals dessen Gewinnung durch Destillation. Es dauerte jedoch bis 1861, bis die ersten Produkte aus Latschenkiefernöl als Badezusatz in Bad Kirchberg zum Einsatz kamen. Ab 1857 wurde zudem in einem von Mack im Park des Hotel Achselmannstein errichteten Pavillon Ziegenmolke ausgeschenkt.
Dass König Maximilian II. im Sommer des Revolutionsjahrs 1848 mehrere Wochen zur Kur in Reichenhall weilte, dürfte auch Macks Verdienst gewesen sein. In seiner Funktion als Bürgermeister hatte Mack den König im April des gleichen Jahres besucht, um dem Haus Wittelsbach die unbedingte Treue der Stadt Reichenhall zu versichern. Bei der Verabschiedung Macks soll ihn der König mit den Worten „Grüßen Sie mir Ihre lieben Mitbürger! Vielleicht sehen wir uns diesen Sommer noch!“ entlassen haben. Dem Hofstaat Münchens folgten Adelige, gekrönte Häupter Norddeutschlands sowie der Ostmonarchien. In dieser Zeit war Macks Apotheke nicht nur Arzneimittelversorger, sondern ein wichtiger Ort der Begegnung, in dem sich die Kurgesellschaft traf, Kurmittel erwarb und lange Gespräche führte.
Ernst und Joseph Mack, die Söhne von Mathias Mack, übernahmen später die Leitung des Unternehmens. Ernst machte sich bald mit dem Dianabad, das sich direkt an die Apotheke in der Querknergasse anschloss, selbstständig und richtete dort mit den Kurärzten Dr. Friedrich Kammerer und Georg von Liebig sowie mit dem Wiener Klimatologen Dr. Rudolph Ritter von Vivenot die weltberühmten Pneumatischen Kammern ein. Am 1. Juni 1863 wurde in der Inhalationshalle des Dianabades die ersten Inhalationen mit Latschenkieferdämpfen angeboten. Joseph Mack blieb der Apotheke treu und richtete das Unternehmen stärker auf die Produktion der Latschenkieferprodukte aus. 1872 bezog die Apotheke einen neuen Standort im ehemaligen Bauernbräu, wo sie sich noch heute befindet. Die Josef Mack GmbH & Co.KG produziert bis heute Latschenkiefernölprodukte. 
Mathias Mack starb 1882 im Alter von 81 Jahren in Reichenhall.

## Sonstiges

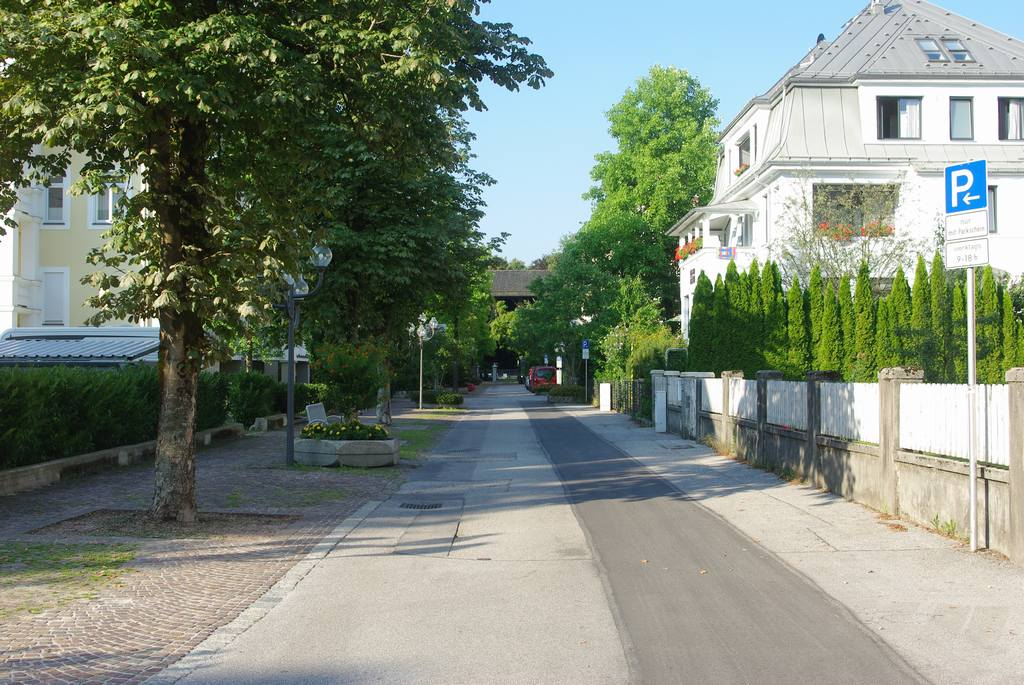
Mackstraße

Nach Mathias Mack ist die Mackstraße nördlich des Kurgartens im Ensemble Kurviertel benannt.